# 埃斯勒夫市镇

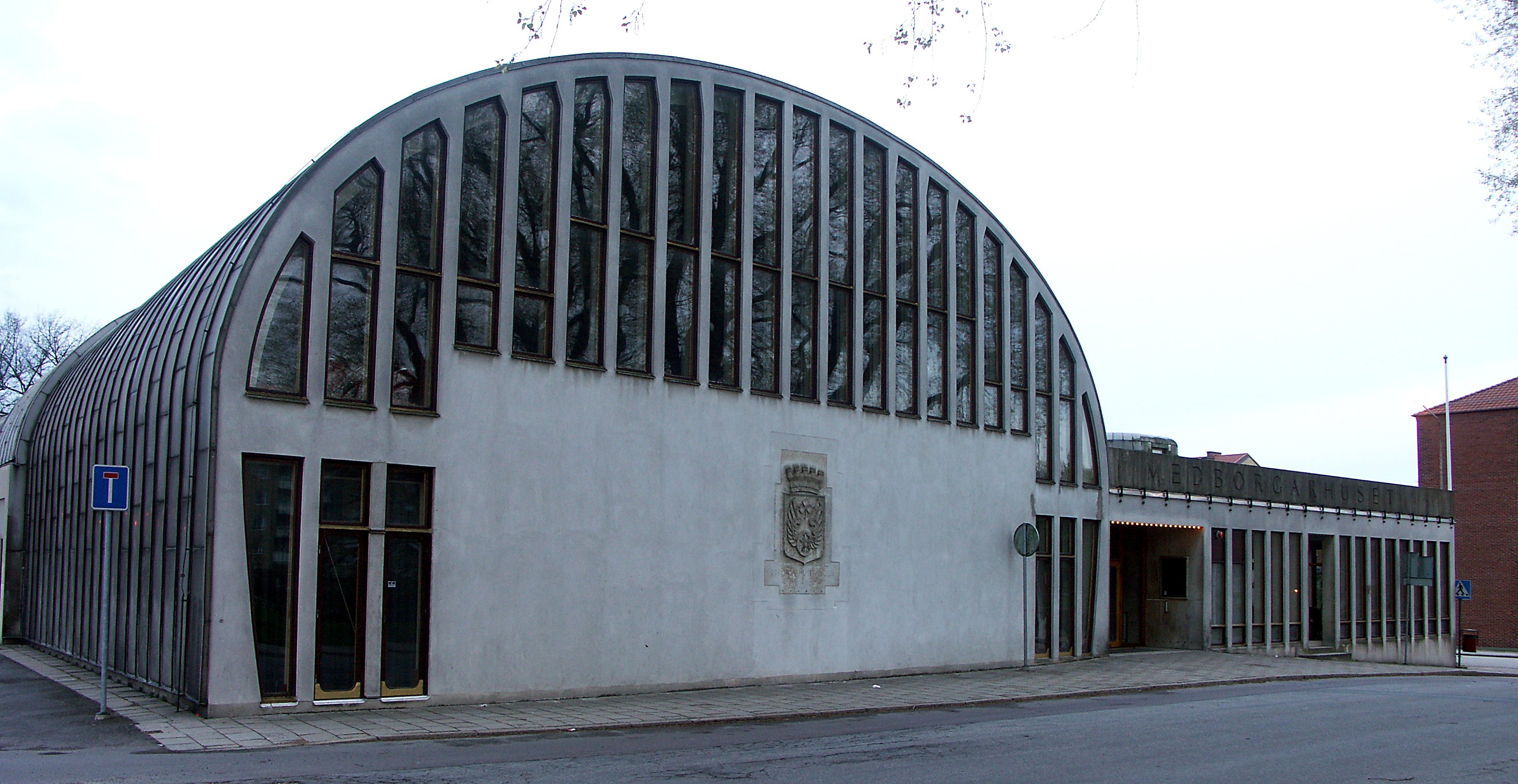
由建筑师Hans Asplund设计修复的埃斯勒夫市民大厅

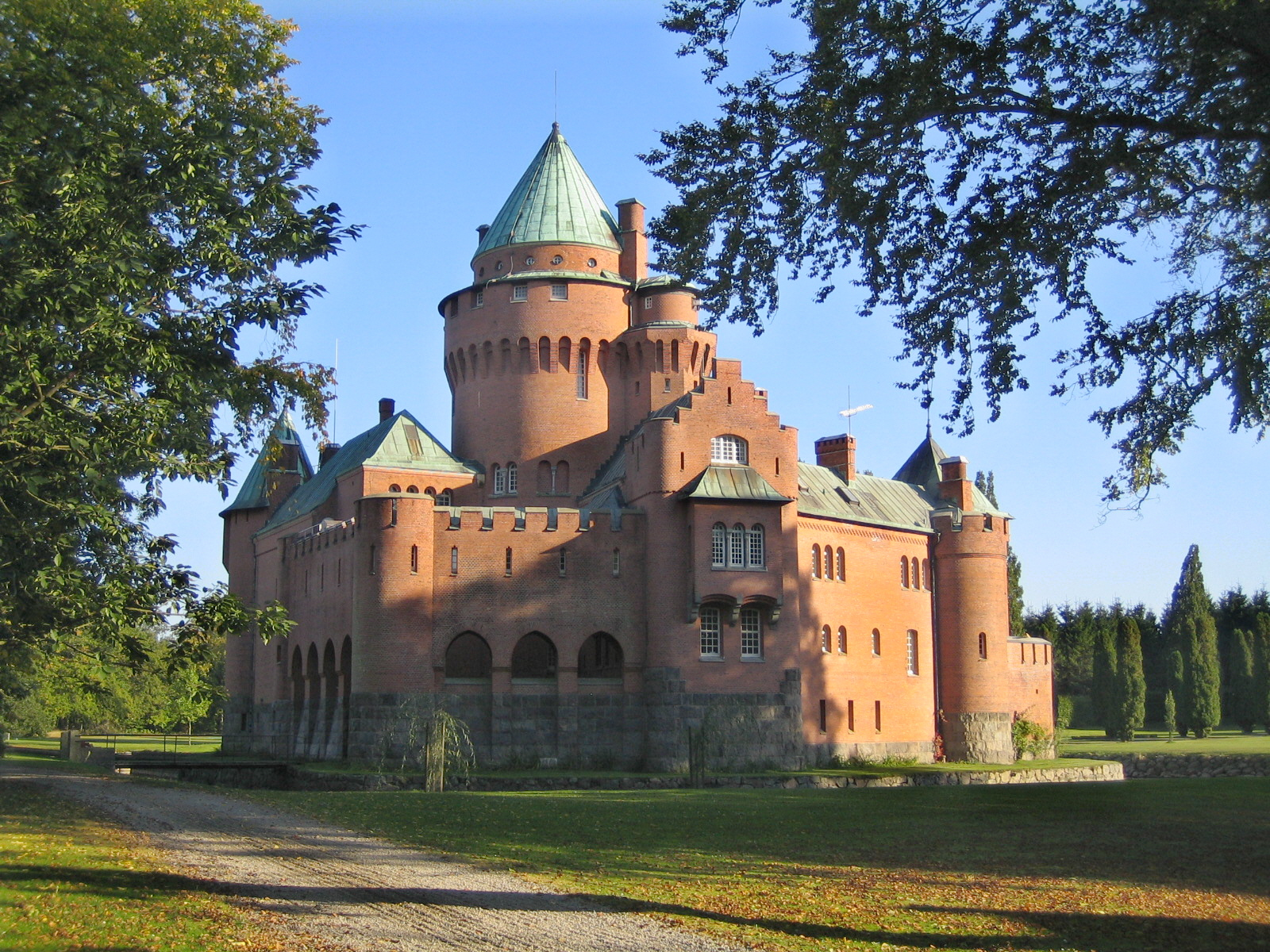
Hjularöd城堡

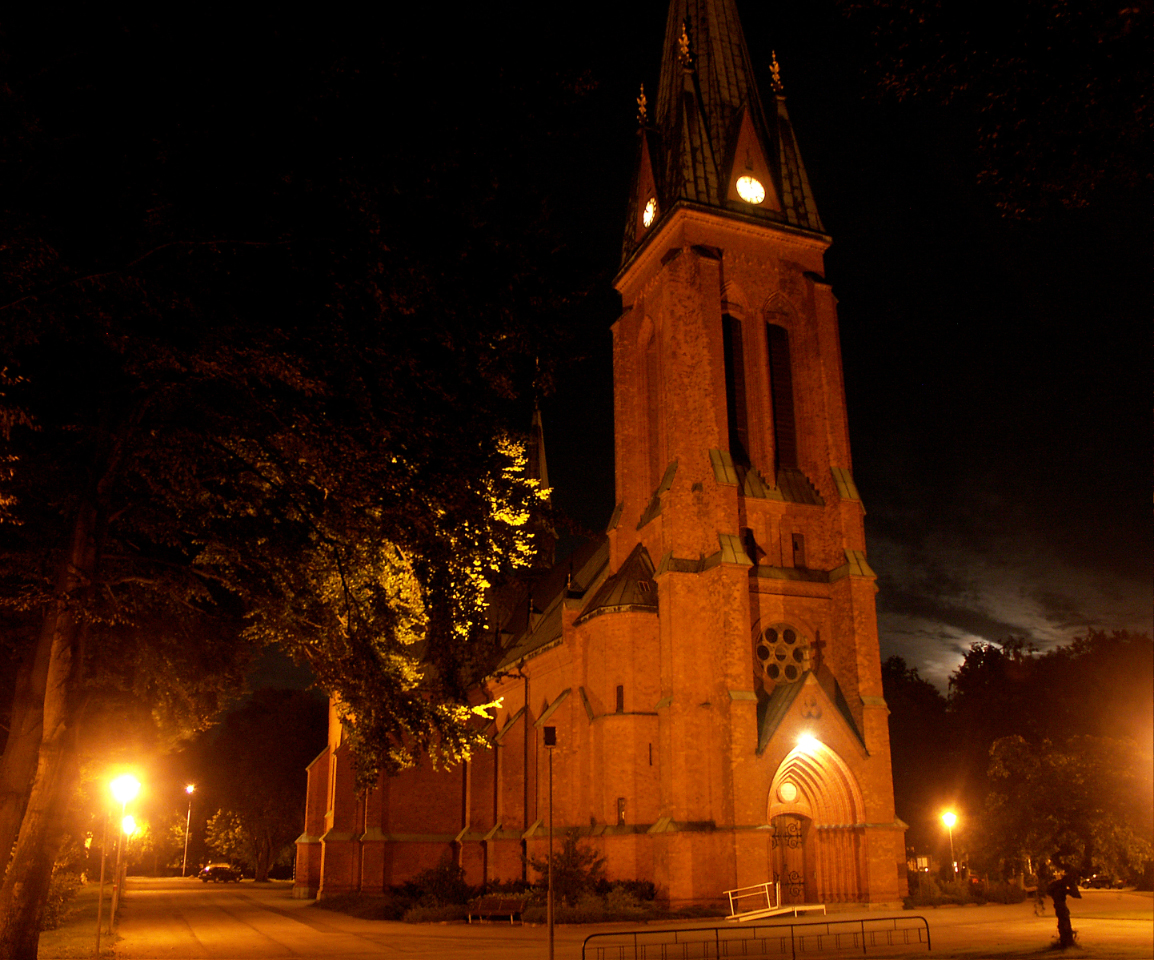
埃斯勒夫教堂

埃斯勒夫市镇（瑞典語：Eslövs kommun），是瑞典南部斯科讷省的市镇。其治所位于埃斯勒夫。